# Rotwand
Le Rotwand (littéralement « mur rouge ») est un sommet des Alpes, à 1 884 m d'altitude, dans les Préalpes bavaroises, et précisément le point culminant du chaînon de Mangfall, en Allemagne (Bavière).